# Rhinotora salesopolitana
Rhinotora salesopolitana är en tvåvingeart som beskrevs av Guimaraes och Nelson Papavero 1966. Rhinotora salesopolitana ingår i släktet Rhinotora och familjen myllflugor. Inga underarter finns listade i Catalogue of Life.